# Рогов, Иван Васильевич
Ива́н Васи́льевич Ро́гов (10 (22) августа 1899, Казань — 5 декабря 1949, Рига) — советский военный политработник, генерал-полковник береговой службы (1944).

## Юность
Из семьи кустаря. Русский. Жил в Казани, где окончил высшее начальное училище. Работал матросом на судах Волжско-Камского пароходства. В 1918 году вступил в РКП(б). В 1919 году окончил Казанскую губернскую школу общественных наук, недолго работал инструктором Волжского районного комитета РКП(б) в Казани.

## Гражданская война
С апреля 1919 года в Красной Армии. В годы гражданской войны — политрук роты и политрук батареи на Восточном фронте. С апреля 1920 года — военный комиссар санитарной части 12-й армии. С декабря 1920 года — военный комиссар санитарного поезда в Казани, 92-го и 91-го госпиталей в Казани. Был ранен.

## Межвоенный период
В 1921 году — инструктор политического управления Запасной Армии в Приволжском военном округе, затем — инструктор политического отдела дивизии. С ноября 1922 года — ответственный организатор партработы 136-го стрелкового полка 16-й стрелковой дивизии Приволжского военного округа. С июня 1923 года — военком караульной роты, с декабря 1923 — помощник начальника главного артиллерийского склада по политической части, с ноября 1924 — военком 6-го отдельного понтонного батальона, с апреля 1926 — военком 1-го железнодорожного полка Ленинградского военного округа. С ноября 1927 года — военком 6-го топографического отряда, с марта 1931 — военком 3-го геодезического отряда Московского военного округа. С марта 1933 года — командир 3-го топографического отряда Ленинградского военного округа.
С марта 1936 года — военком 2-го управления военно-топографических работ в Харьковском военном округе. С декабря 1937 года — военком 23-й стрелковой дивизии Харьковского военного округа. С апреля 1938 года — военком Генерального Штаба РККА. С сентября 1938 года — член Военного Совета Белорусского Особого военного округа. 7 октября 1938 года утверждён членом Военного совета при народном комиссаре обороны СССР.
В марте 1939 года был переведён на флот и назначен начальником Главного политического управления Рабоче-Крестьянского флота СССР — заместителем Народного комиссара Военно-Морского флота СССР, хотя ранее ни дня не служил на флоте. Вскоре ему присвоено воинское звание армейский комиссар 2-го ранга. С марта 1939 года до конца жизни — член ЦК ВКП(б). В период Советско-финляндской войны выезжал в зону боевых действий.

## Великая Отечественная война
В этих должностях провёл всю Великую Отечественную войну. Занимался вопросами партийно-политической работы на флоте, укреплением дисциплины, политическим контролем над деятельностью командования. Неоднократно бывал в рабочих поездках на всех воюющих флотах, в том числе посещал осаждённые Одессу, Севастополь и Ленинград. Одновременно с декабря 1943 по февраль 1944 года являлся членом Военного Совета Черноморского флота.

## После войны
10 февраля 1946 года избран депутатом Верховного Совета СССР 2-го созыва. В апреле 1946 года освобождён от занимаемых должностей во флоте и направлен в распоряжение Министра Вооружённых сил СССР. С августа 1946 года — заместитель командующего войсками Прибалтийского военного округа по политической части.
Похоронен в Москве на Новодевичьем кладбище.

## Память
Имя носили морской тральщик (1950—1957) и большой десантный корабль Балтийского флота (1973—1995). 20 июля 2020 года на судостроительном заводе «Залив» (г. Керчь, Крым) заложены два универсальных десантных корабля-вертолётоносца проекта 23900, один из которых получит имя «Иван Рогов».

## Воинские звания
- Бригадный комиссар (19.04.1938[6]);
- Дивизионный комиссар (15.09.1938[6]);
- Корпусной комиссар (9.02.1939[6]);
- Армейский комиссар 2-го ранга (1.05.1939);
- Генерал-лейтенант береговой службы (13.12.1942);
- Генерал-полковник береговой службы (25.09.1944).

## Награды
- Орден Ленина (21.02.1945)[7]
- Четыре ордена Красного Знамени (21.04.1940, 22.01.1944, 3.11.1944, 20.06.1949)
- Орден Ушакова I степени (28.06.1945)
- Орден Нахимова I степени (5.11.1944)
- Орден Красной Звезды (1.09.1936)
- Юбилейная медаль «XX лет Рабоче-Крестьянской Красной Армии» (22.02.1938)
- Медаль «За оборону Москвы» (1944)
- Медаль «За оборону Севастополя» (1943)
- Медаль «За оборону Кавказа» (1943)
- Медаль «За победу над Германией в Великой Отечественной войне 1941—1945 гг.» (1945)
- Медаль «За победу над Японией» (1945)
- Юбилейная медаль «30 лет Советской Армии и Флота» (1948)
- Орден «Крест Грюнвальда» II степени (Польша, 21.05.1946)[8]